# グラース
グラース（Grasse）は、フランスの南東部に位置する都市で、アルプ＝マリティーム県にある都市である。2019年、ユネスコの世界遺産に登録された。

## 香水産業
数々の伝説的な香水が生まれた「香水の都」として知られている。18世紀終わりから香水産業が盛んで、現在ではフランスの香水・香料の2/3がグラースで作られ、年間600億ユーロの売上がある。パリで活躍する調香師の大半はグラース出身といわれる。
シャネルNo.5を開発したエルネスト・ボーは、グラース近郊に家を構え、グラース産のジャスミンとローズ ドゥ メ、合成香料アルデヒドを用い、1921年にN°5を完成させた。No.5は、現在もグラース産のジャスミンとローズ ドゥ メを用いて作られている。そのほか、グラースベルトラン・デュショフール（ジバンシィ、アムアージュ、クリスチャン・ディオールの香水をデザインした人物）、フランソワ・コティ、オリヴィエ・ポルジュなど、多くの調香師を輩出した。

## 地理
カンヌ（Cannes）からTER（電車）で約30分、ニース（Nice）からTERで約1時間ほどの距離にある。
町の中心地は駅からおよそ2ｋmほど登った丘陵地にある。
フランスの連続テレビ映画『美しき花の香り』 (Dans un grand vent de fleurs) の舞台となった。

## 出身者
- シャルル・パスクワ - 政治家、実業家
- オリヴィエ・ピィ - 劇作家、演出家、映画監督、俳優
- ジャン・オノレ・フラゴナール - 画家
- ルイ・ラロック - 地質学者
- ヴァンサン・コジエロ - サッカー選手
- ミシェル・ムートン - レーシングドライバー
- シャルル・ネグレ - 写真家

## 姉妹都市
- インゴルシュタット、ドイツ
- オポーレ、ポーランド
- アリアナ、チュニジア
- カッラーラ、イタリア
- ムルシア、スペイン
- マーブルヘッド、マサチューセッツ州、アメリカ合衆国

## ギャラリー

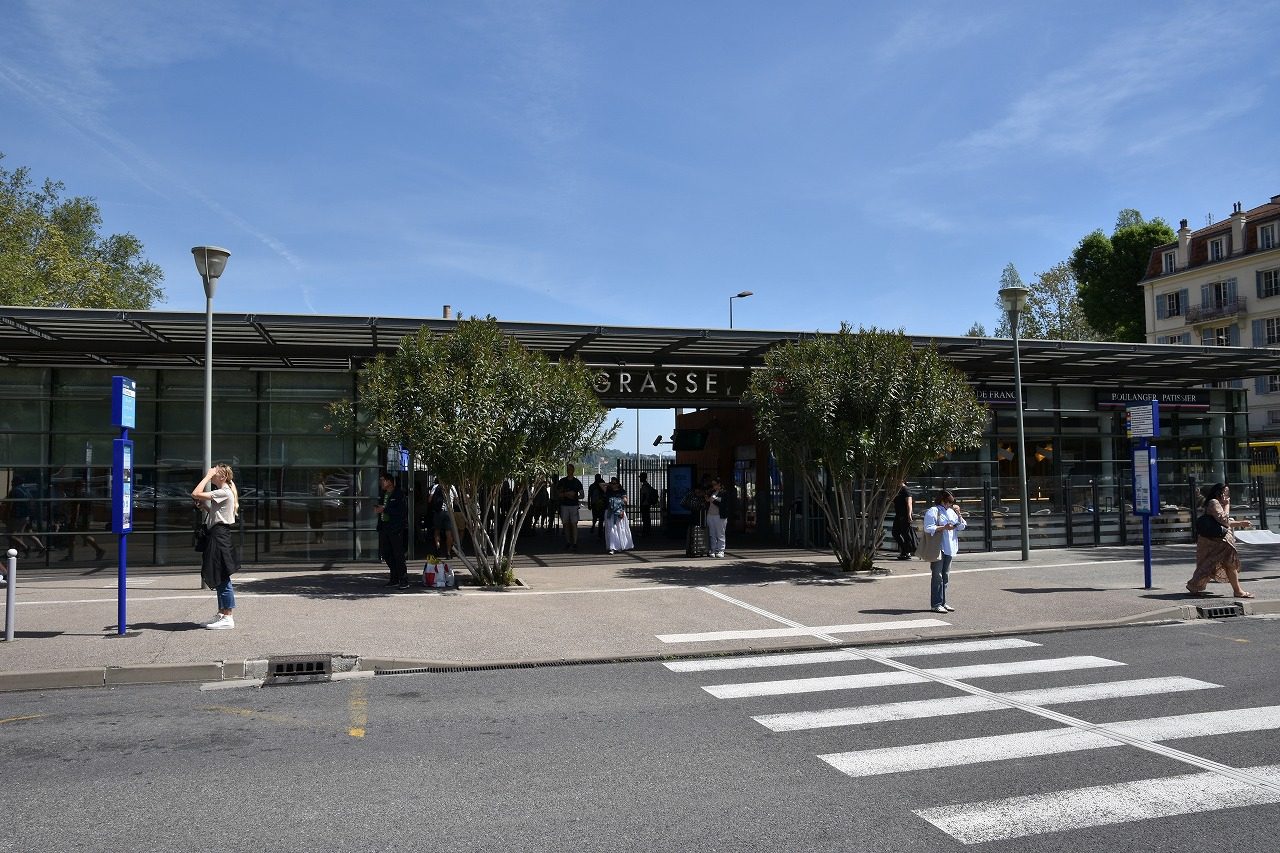
SNCFグラース駅。鉄道は地中海沿岸を走る。
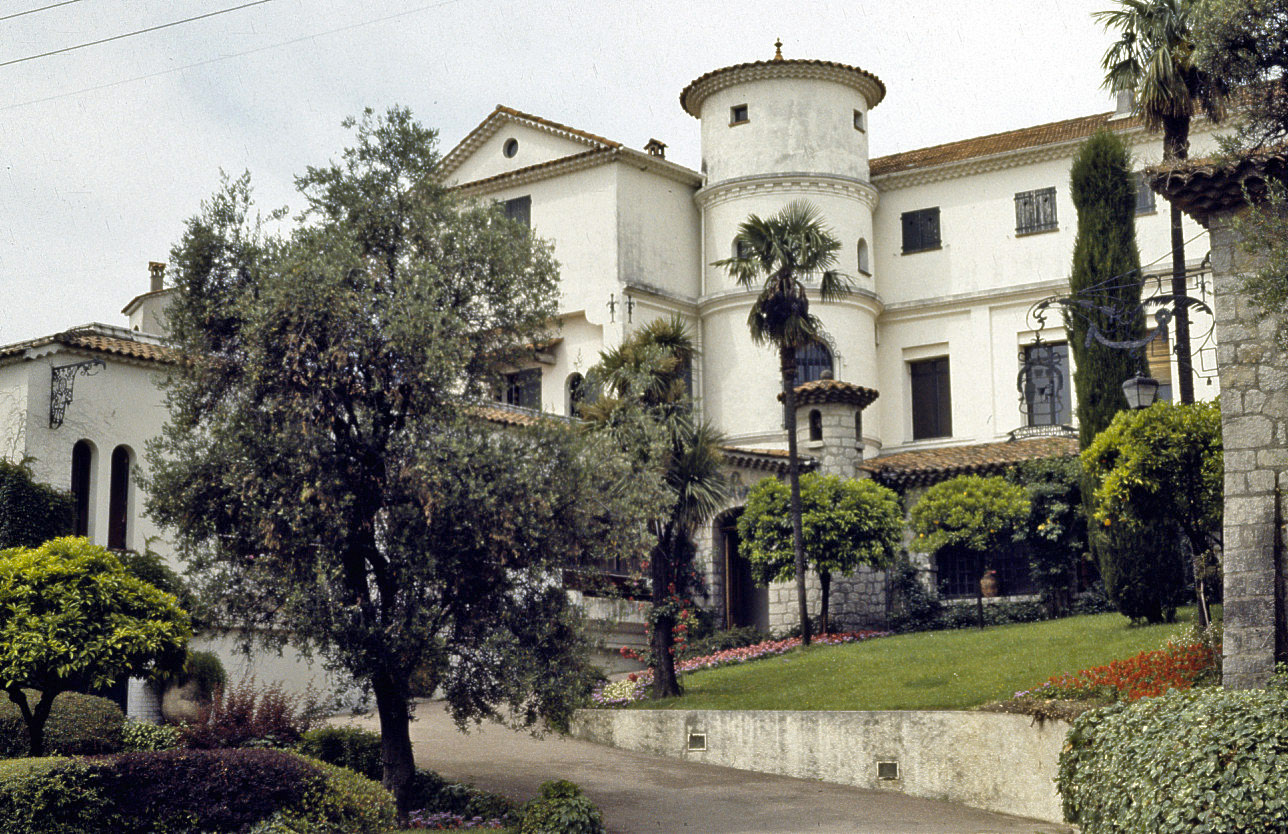
香水のモリナール家
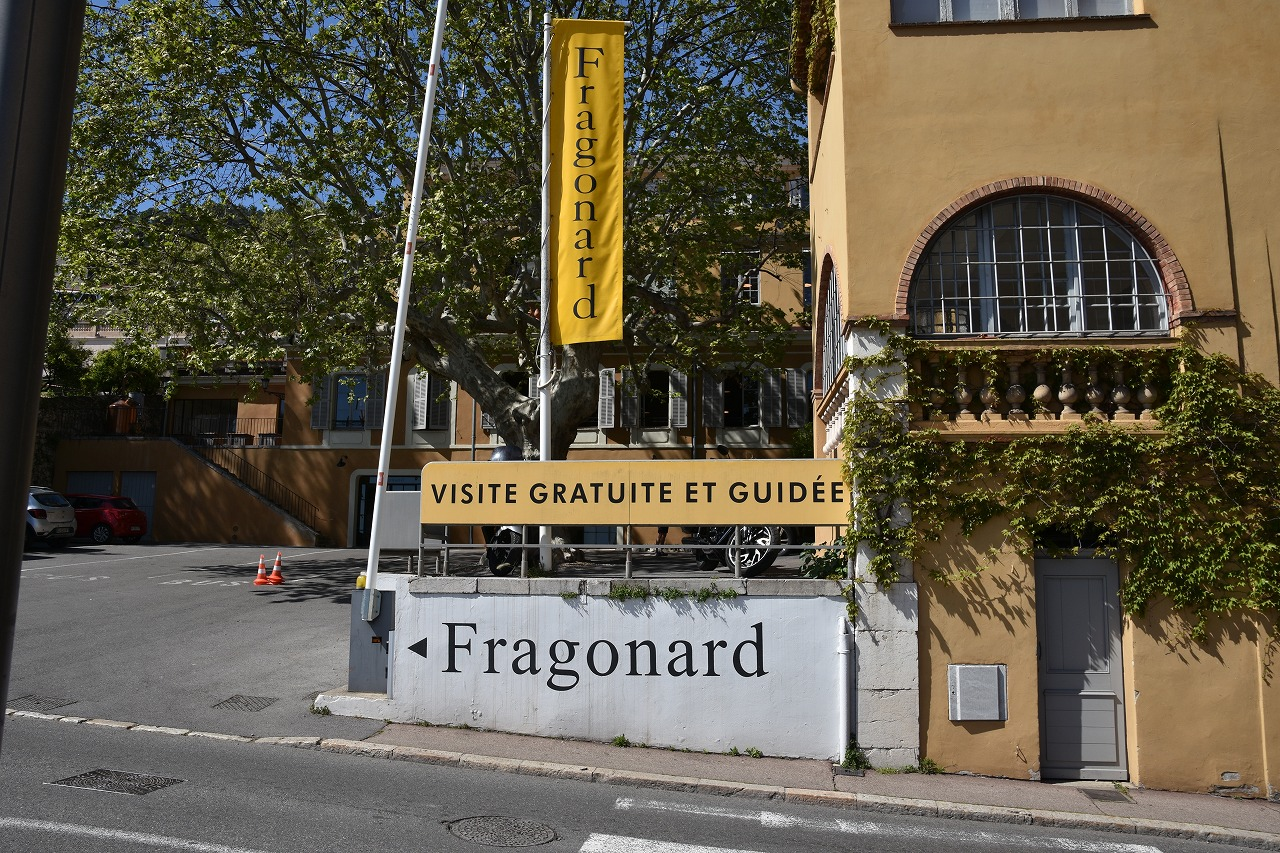
香水の歴史博物館、フラゴナール香水歴史工場。
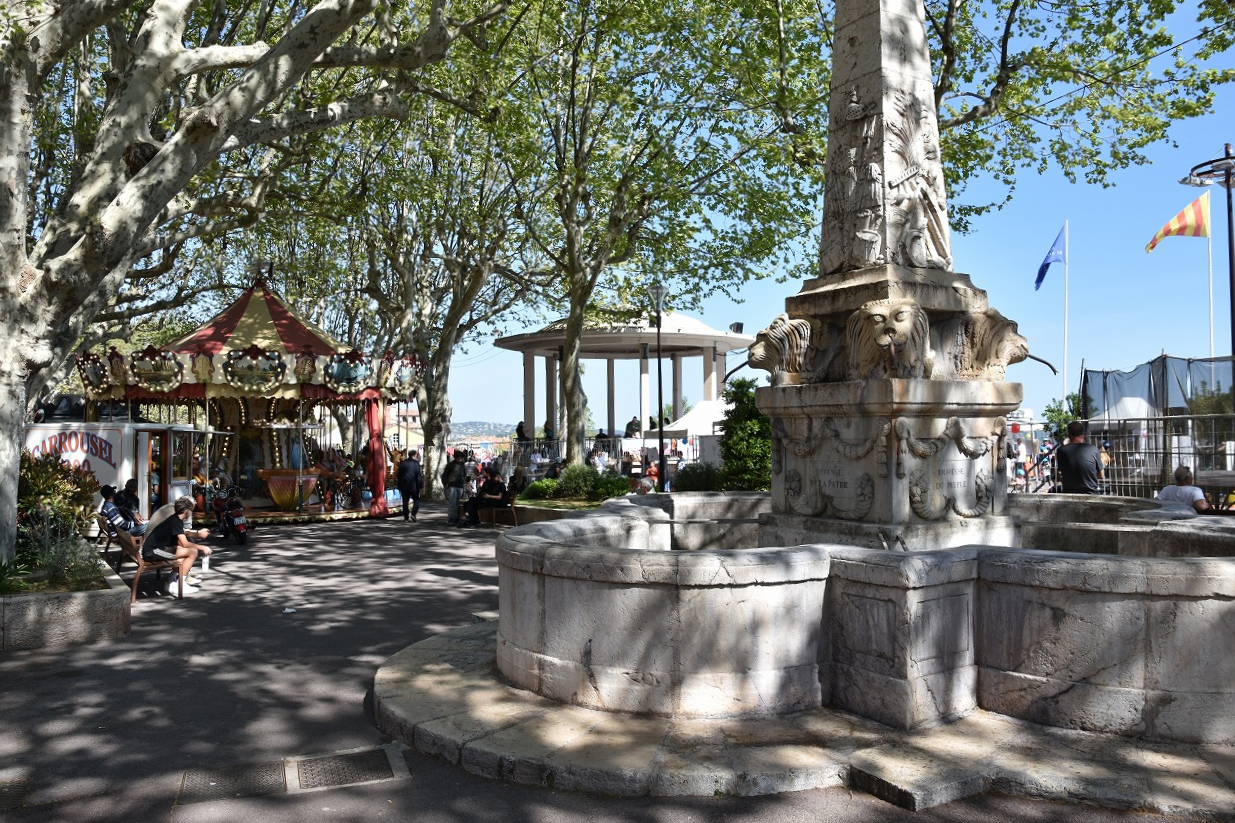
オノレ＝クレスプ広場。メリーゴーランドが常設されている。
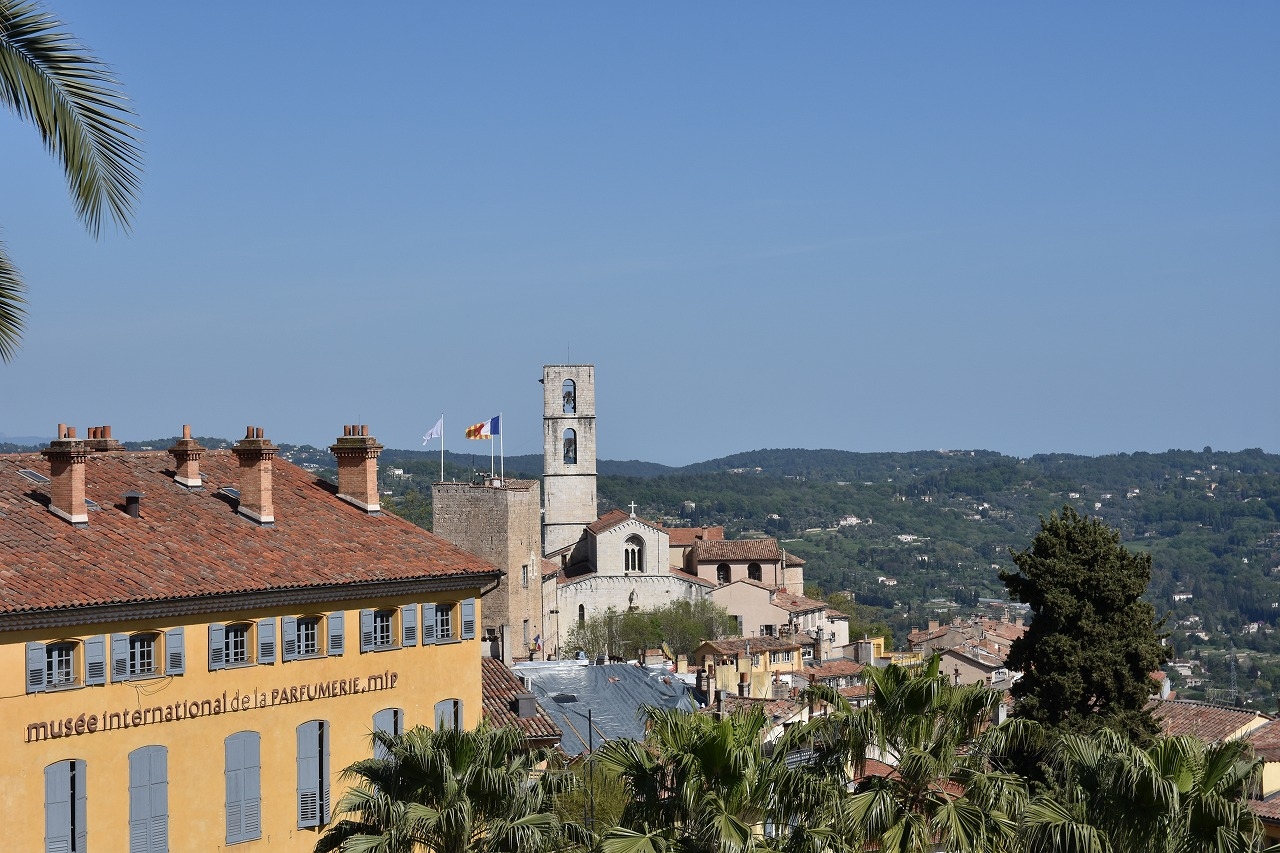
国際香水博物館（画像左の黄色の建物。）とノートルダム・デュ・ピュイ大聖堂（画像中央）
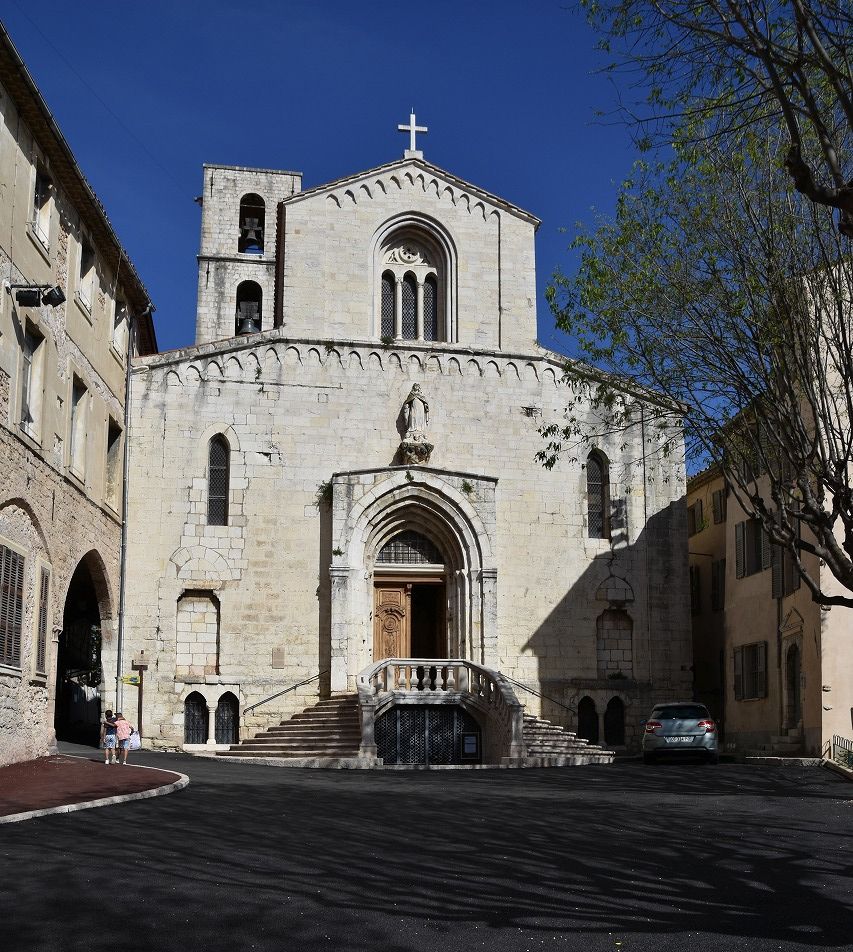
旧市街に建つノートルダム・デュ・ピュイ大聖堂。